# Vinobraní na Montmartru

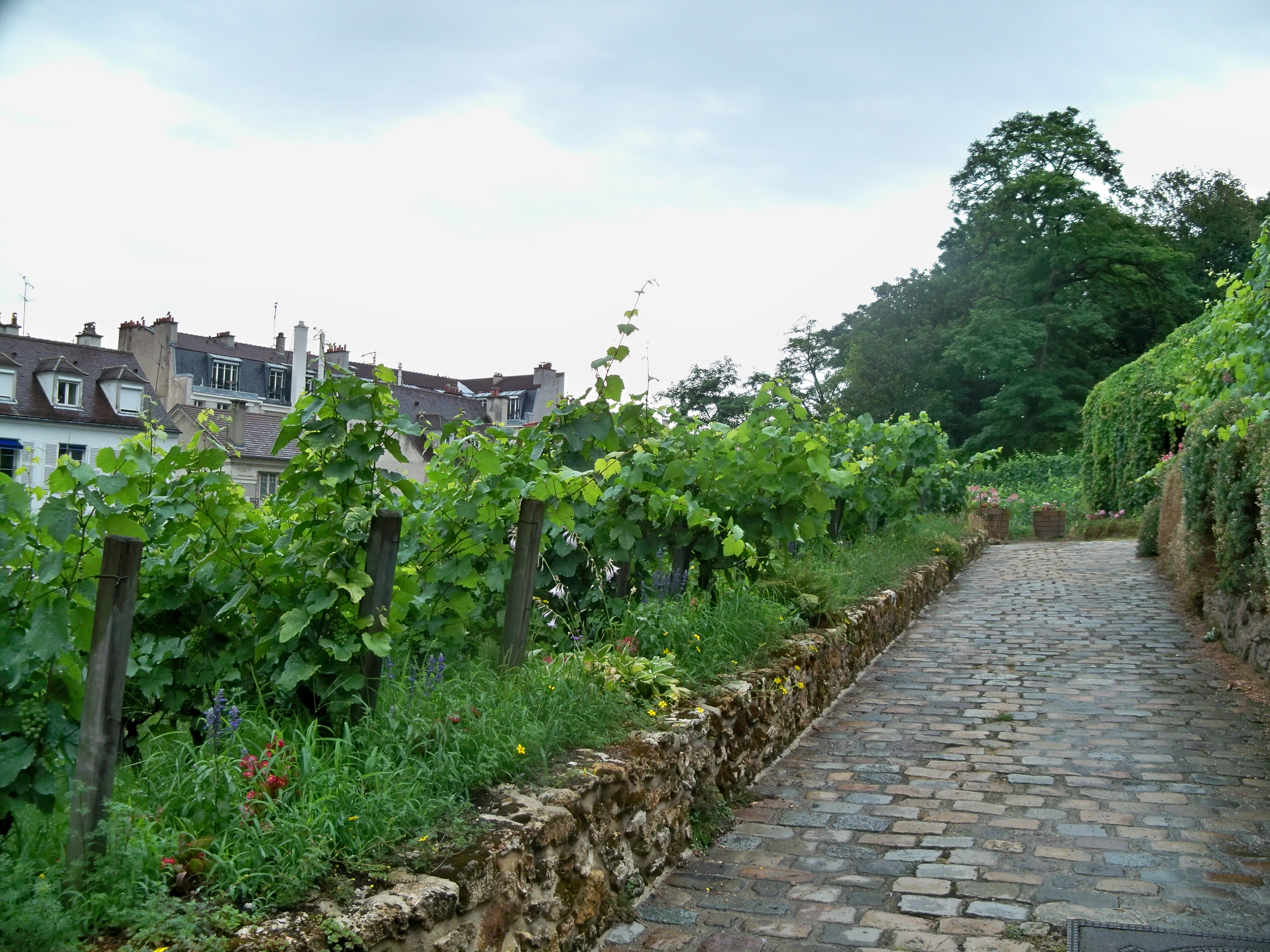
Vinice na Montmartru

Vinobraní na Montmartru (fr. Fête des vendanges de Montmartre) je vinařská slavnost, která se od roku 1934 každoročně koná v říjnu Paříži na Montmartru při slizni na zdejší vinici.
Vinobraní spojuje gastronomii, kulturu a zároveň má i sociální účel. Veškerý výtěžek z produkce z vinice, tj. asi 1500 lahví je poukázán na sociální účely radnice 18. obvodu.
Každý ročník je věnován určitému tématu. V roce 2008 bylo heslem vinobraní Stezka chuti s tématem vesnice. Tématem festivalu v roce 2009 byla slavná koncertní síň Les Trois Baudets, která byla znovu otevřena v únoru 2009, a která je významná v dějinách francouzského šansonu. V roce 2010 bylo heslem Montmartre oslavuje humor. Závěrečný ohňostroj zhlédlo asi 15 000 lidí a asi 200 000 bylo na trase průvodu. Tím se vinobraní stalo 3. nejnavštěvovanější veřejnou událostí v Paříži po Fête de la Musique a Bílé noci.